# Gustav Delius
Gustav Delius (* 1. Mai 1794 in Bielefeld; † 10. April 1872 in Böckel) war ein deutscher Unternehmer im Textilgewerbe.

## Leben
Er war Sohn von Ernst August Delius (1763–1839), Kaufmann und Senator in Bielefeld. Gustav Delius besuchte das Gymnasium in Bielefeld. Danach machte er im Betrieb seines Vaters eine kaufmännische Lehre im Leinenhandel sowie bei einer Bank in Berlin.
Delius trat 1827 in die Leinenhandlung sowie in die Leinen-, Seiden- und Plüschfabrik seines Vaters ein. Zusammen mit seinem Bruder Gottfried führte er das Geschäft unter dem Namen E. A. Delius & Söhne weiter. Er versuchte als einer der ersten in der Region in den 1830er Jahren, anstelle des reinen Handels das Verlagssystem in der protoindustriellen Leinenherstellung einzuführen. Durch die Konkurrenz durch die englischen Maschinenstoffe geriet das Unternehmen insbesondere in den 1840er Jahren stark unter Druck. In den Diskussionen über die Einführung der maschinellen Leinenproduktion war Delius einer der Wortführer der traditionell eingestellten Kaufmannschaft. Diese lehnte die Mechanisierung ab und wollte die überkommene Produktions- und Vertriebsweise bewahren, wie Delius in einer Denkschrift von 1847 ausführte. Später schwenkte Delius um und unterstützte 1855 die Gründung der Ravensberger Spinnerei. Ab 1860 kümmerte er sich überwiegend um sein Gut Böckel und richtete dort ein wahres Museum kleiner Kunstgegenstände ein.
In der Bielefelder Kommunalpolitik war er der Führer der Kaufmannspartei im Rat der Stadt. Zeitweise war Delius der Kaufmann mit dem höchsten Jahreseinkommen in Bielefeld. Für seine Bedeutung spricht, dass er in seinem Hause in Bielefeld königliche Gäste empfing: 1821 König Friedrich Wilhelm III. von Preußen und 1841 König Friedrich Wilhelm IV., mit dem er offen über die Nöte seiner Heimat in dieser Zeit sprach. Im Jahr 1841 erwarb er das Gut Böckel.
Im Jahr 1818 heiratete er Lucie von Laer (1798–1847), die Tochter des Bielefelder Leinenhändlers Friedrich von Laer. Mit seiner Ehefrau hatte er 10 Kinder, darunter Hermann Delius. 1856 heiratete er seine zweite Frau Christine Wilhelmine Benter (1817–1893).
Für seine Verdienste erhielt Delius 1843 den Ehrentitel eines Kommerzienrates.